# Домашка, Франц Мориц
Франц Мориц До́машка, немецкий вариант — Франц Мориц Домашке (в.-луж.  Franc Moric Domaška , нем. Franz Moritz Domaschke, 24 сентября 1862 года, деревня Носачицы, королевство Саксония — 26 сентября 1931 года, Будестецы, Германия) — лютеранский священнослужитель и серболужицкий писатель.

## Биография
Родился 24 сентября 1862 года в деревне Носачицы в семье лютеранского пастора и серболужицкого поэта Михала Домашки. С 1887 года по 1883 год обучался в педагогическом училище в Лёбау. С 1883 года работал домашним учителем и занимался самообразованием. В 1888 году поступил на теологический факультет Лейпцигского университета, который окончил в 1892 году. В 1893 году вступил в серболужицкое культурно-просветительское общество «Матица сербская». Был членом «Сербского проповеднического общества».
Служил священником в населённых пунктах Кетлицы (1892—1898), Годзий (1898—1902). Его настоятелем был Ян Павол Кшижан. В 1889 году занимался в деревне Малешецы организацией молодёжного летнего лагеря «Схадзованка». Проживая в Годзие, занимался изданием лютеранского журнала « Misionski Posoł», был одним из его редакторов. В 1902 году был назначен настоятелем в приход деревни Будестецы, где служил до своей кончины в 1931 году.
Написал две повести, несколько церковных гимнов и стихотворений. Занимался написанием некрологов. Опубликовал множество статей в различной серболужицкой периодической печати.